# Gabrje pod Špilkom
Gabrje pod Špilkom – wieś w Słowenii, w gminie Lukovica. W 2018 roku liczyła 33 mieszkańców.